# Hartmann Römer
Hartmann Römer (* 1. Juni 1943 in Wuppertal) ist ein deutscher theoretischer Physiker.

## Leben
Hartmann Römer studierte Physik an der Albert-Ludwigs-Universität Freiburg und der Rheinischen Friedrich-Wilhelms-Universität Bonn. 1970 wurde er mit der Arbeit Verallgemeinerung des Venezianomodells auf Streuprozesse von Bosonen mit beliebigen Spins in Bonn promoviert; 1975 habilitierte er sich mit der Schrift Mechanismen spontaner Massenerzeugung und lösbare Modelle. Es folgten Auslandsaufenthalte in Finnland, Brasilien, Mexiko, am Weizmann-Institut für Wissenschaften in Israel und am Kernforschungszentrum CERN in der Schweiz.
1979 erhielt er einen Ruf als Ordinarius für theoretische Physik nach Freiburg und wurde dort Leiter der Abteilung Feldtheorie und Teilchenphänomenologie am Physikalischen Institut. Zum Wintersemester 2008/2009 wurde Römer emeritiert.
Bekannt wurde Römer als Verfasser von Lehrbüchern zur Einführung in die klassische theoretische Physik, über elementare Feldtheorie, statistische Mechanik und theoretische Optik.
Er befasst sich auch mit Naturphilosophie zum Beispiel in Ausdehnung der Komplementaritätsgedanken und des Verschränkungsbegriffs der Quantentheorie zum Beispiel auf verschiedene Bereiche der Geisteswissenschaften („schwache Quantentheorie“) oder in Betrachtungen zu Wolfgang Paulis Gedanken zur Psychologie Carl Gustav Jungs.
Römer engagiert sich bei der Humboldt-Stiftung. Ferner ist er Mitglied der katholischen Studentenverbindung KDStV Hercynia Freiburg im Breisgau im CV.

## Schriften
- Grundlagen der klassischen theoretischen Physik. Springer 1986, ISBN 3-540-16163-5, zusammen mit Josef Honerkamp.
- Elementare Feldtheorie: Elektrodynamik, Hydrodynamik, spezielle Relativitätstheorie. Wiley-VCH-Verlag Weinheim 1993, ISBN 3-527-29065-6, zusammen mit Michael Forger.
- Statistische Mechanik. Wiley-VCH-Verlag Weinheim 1994, ISBN 3-527-29228-4, zusammen mit Thomas Filk.
- Theoretical optics. Wiley-VCH-Verlag Weinheim 2005, ISBN 3-527-40429-5.
- Quanten, Komplementarität und Verschränkung in der Lebenswelt: Verallgemeinerte Quantentheorie. Lit-Verlag Münster 2023, ISBN 978-3-643-15378-4.